# Hardeeville
Hardeeville és una població dels Estats Units a l'estat de Carolina del Sud. Segons el cens del 2000 tenia 1.793 habitants.

## Demografia
Segons el cens del 2000, Hardeeville tenia 1.793 habitants. La densitat de població era de 162,1 habitants/km².
Per edats la població es repartia de la següent manera: un 31% tenia menys de 18 anys, un 11,4% entre 18 i 24, un 30,3% entre 25 i 44, un 16,3% de 45 a 60 i un 10,9% 65 anys o més.
L'edat mediana era de 30 anys. Per cada 100 dones de 18 o més anys hi havia 105 homes.
La renda mediana per habitatge era de 28.977$ i la renda mediana per família de 31.625$. Els homes tenien una renda mediana de 25.417$ mentre que les dones 20.781$. La renda per capita de la població era de 11.795$. Entorn del 27,7% de les famílies i el 31,8% de la població estaven per davall del llindar de pobresa.

## Poblacions més properes
El següent diagrama mostra les poblacions més properes.